# Vittoria Baldino
Vittoria Baldino, née le 28 mai 1988 à Rossano (Italie), est une femme politique italienne.

## Biographie
Vittoria Baldino naît le 28 mai 1988 à Rossano.
D’abord investie par le Mouvement 5 étoiles dans la circonscription Latium 2 pour les élections générales de 2018, elle est remplacée fin janvier par Angela Salafia avant d’être réinvestie dans la circonscription Latium 1, où elle est élue députée en mars,. Elle est réélue le 25 septembre 2022.